# Rodeo (Copland)
Rodeo és un ballet compost per Aaron Copland i coreografiat per Agnes de Mille, estrenat el 1942. Subtitulat The Courting at Burnt Ranch, el ballet consta de cinc parts: Buckaroo Holiday, Ranch House Party, Corral Nocturne, Saturday Night Waltz, i Hoe-Down. La versió simfònica omet Ranch House Party, deixant relativament intactes les altres seccions.

## Gènesi
El ballet original fou coreografiat per Agnes de Mille per al Ballet Rus de Montecarlo, una companyia de dansa que es traslladà als Estats Units durant la Segona Guerra Mundial. Per competir amb la companyia rival Ballet Theatre, el Ballet Russe li encarregà a la coreògrafa americana, que fins llavors havia tingut una carrera mediocre. A De Mille se li donà el control creatiu i va escollir Aaron Copland com a compositor després de d'haver estat impressionada pel seu ballet previ Billy the Kid. Encara que Copland inicialment fou reticent de compondre "un altre ballet de Cowboy", De Mille reeixidament el persuadí que aquest espectacle marcaria un abans i un després en la seva obra. Mentre de Mille es trobava ocupada en la instrucció del càsting, Copland recomanà que Oliver Smith dissenyés els decorats
La mateixa De Mille va actuar a l'estrena al Metropolitan Opera el 16 d'octubre de 1942 havent de sortir a saludar 22 vegades. Els altres ballarins principals en el càsting incloïen Frederic Franklin i Casimir Kokitch. Encara que a De Mille no li va complaure totalment l'estrena, hi van assistir Rodgers i Hammerstein, que es van acostar a De Mille després de l'obra per demanar-los que coreografiessin la seva producció futura Oklahoma!.
Segons moltes ressenyes fou la coreografia més altament evocativa de De Mille, fou descrita com "sensibilitat de pel·lícula i fou cèlebre pel seu realisme. La producció original realità una gira reeixida. De Mille tenia el poder de vet sobre qualsevol integrant del ballet, i sovint removia cel i terra per trobar una vaquera digna. Mentrestant, Copland arranjà la música com a suite simfònica per a orquestra i la titulava Four Dance Episodes from Rodeo, que consistia principalment a treure Ranch House Party i adaptacions menors a les dues seccions finals. Amb la secció mitjana treta, la composició s'assemblava a la forma simfònica amb un moviment d'obertura ambiciós, moviment lent, minuet i final. En aquesta forma Rodeo va tenir sempre grans èxits, estrenada al Boston Pops el 1943.

## Estructura i anàlisi
- Buckaroo Holiday
- Corral Nocturne
- Ranch House Party (només ballet)
- Saturday Night Waltz
- Hoe-Down

Les circumstàncies que varen envoltar la composició de Rodeo el varen portar a tenir un cert nombre de trets que el posen a part de les altres composicions de Copland. Encara que molts dels treballs de Copland incorporen tonades folklòriques americanes tradicionals Rodeo és únic, ja que els deixa bastant intactes en el resultat, amb molt poca alteració de part del compositor. Això és probablement atribuïble en part al control de De Mille sobre el treball. En efecte, ja havia bloquejat l'espectacle sencer abans que Copland hagués escrit una simple nota, i també transcrivia unes quantes tonades folklòriques, incloent-hi Old Paint, per a Copland.
El tema principal conegut com a Hoe-Down es basa en una versió única de la cançó folklòrica americana Bonaparte's Retreat, tocada per Salyersville, Kentucky fiddler William Hamilton Stepp, que fou enregistrada el 1937 per Alan Lomax per a la Biblioteca del Congrés.